# 深空原子钟
深空原子钟(Deep Space Atomic Clock)，英文简称“DSAC”，是一种用于深空精确无线电导航的小型化、超精密汞离子原子钟。它比现有的导航时钟稳定几个数量级，并且经过改进，在10天内漂移不超过1纳秒， 预计它在10年运行中产生的误差将不超过1微秒。它有望用来提高深空导航的精度，并能更有效地利用跟踪网络。该项目现由美国宇航局喷气推进实验室管理，并于2019年6月25日作为美国空军太空测试计划2(STP-2)任务的一部分，部署在一枚SpaceX公司的猎鹰重型运载火箭上。
深空原子钟项目启动于2019年8月23日，截至2020年6月，美国航天局已将深空原子钟任务延长至2021年8月。

## 概述
目前的地面原子钟是深空导航的基础，但是它们太大，无法在太空中飞行，这使得大多数深空导航程序的跟踪数据都在地球上收集和处理(双向链接)。深空原子钟是一种小型、稳定的汞离子原子钟，与地面的原子钟一样稳定。该技术可使航天器在关键事件点能实现自主无线电导航，如轨道插入或着陆，有望节省新的任务运行成本，提高深空导航精度，使跟踪网络得到更有效的利用，并大大减轻地面的支持操作。
它在深空领域的应用包括：
- 利用深空网络(DSN)在下行链路上同时跟踪两艘航天器。
- 利用深空网络的Ka波段下行链路跟踪能力，将跟踪数据精度提高一个数量级。
- 能从受天气影响的接收天线切换到另一处的接收天线而不发生跟踪中断，从而降低Ka波段的天气敏感性(相较于双向X波段)。
- 地面天线对航天器的追踪观察周期更长。在木星，这会增加10-15%的跟踪率；在土星，这一比例会增加到15-25%，随航天器飞行距离的增加而增长。
- 作为Ka波段无线电科学仪器的新发现，在引力和掩星科学的数据精度上提高了10倍，且由于单向跟踪的操作灵活性，将能提供更多的数据。
- 作为探索深空实时自主导航系统的一个关键元素，该系统跟踪上行链路上的单向无线电信号，并与光学导航相结合，提供可靠的绝对和相对导航
- 对需要实时导航数据的人类探险者来说是十分重要的。

### 原理与开发
20多年来，美国宇航局喷气推进实验室的工程师一直在稳步改进汞离子阱原子钟，并将其小型化。深空原子钟技术利用汞离子在40.5吉赫频率下超精细跃迁的特性，有效地将石英振荡器的频率输出
“引导”为接近恒定的值。深空原子钟通过在陷阱中用电场限制汞离子，并施加磁场和屏蔽保护它们来实现这一点。 
它的开发包括在近地轨道进行试飞 ，同时利用GPS信号演示精确定轨，并在无线电导航中确认它的的性能。

## 部署
该飞行单元与其他四台有效载荷一起，被安装在通用原子电磁系统公司(General Atomics Electromagnetic Systems)利用斯威夫特卫星承载的“轨道试验台”(OTB)上。2019年6月25日，在美国空军“太空试验计划2”(STP-2)任务期间，它作为一艘辅助航天器被部署在一枚SpaceX猎鹰重型运载火箭上。